# 154 (число)
Вижте пояснителната страница за други значения на 154.
154 (сто петдесет и четири) е естествено, цяло число, следващо 153 и предхождащо 155.
Сто петдесет и четири с арабски цифри се записва „154“, а с римски цифри – „CLIV“. Числото 154 е съставено от три цифри от позиционните бройни системи – 1 (едно), 5 (пет), 4 (четири).

## Общи сведения
- 154 е четно число.
- 154-тият ден от годината е 3 юни.
- 154 е година от Новата ера.